# Christen Sørensen Longomontanus
Christen Sørensen Longomontanus (Christen Sørensen Lomborg), (født 4. oktober 1562, død 8. oktober 1647) var en dansk matematiker og astronom.
Han blev født i fattige kår i den lille by Lomborg ved Lemvig. I 1588 blev han student fra Viborg Katedralskole og allerede året efter blev han assistent for Tycho Brahe i Uranienborg observatoriet på Hven. Fra 1597 til 1602 studerede han ved universiteterne i Breslau, Danzig, Königsberg og endelig i Rostock, hvor han tog magistergraden. Derefter var han i nogle år rektor for sin gamle skole i Viborg. Fra 1605 og resten af sit liv beklædte han professoraterne i matematik og astronomi ved Københavns Universitet. 
Da Christian IV i 1642 byggede Rundetårn (den andet observatorium i Europa), blev Longomontanus den første forstander for observatoriet.
I modsætning til Brahe erkendte Longomontanus Jordens daglige omdrejning. Han fastholdt til sin død den idé, at han havde løst problemet om cirklens kvadratur.

## Værker
De vigtigste af hans værker inden for astronomi og matematik er:
- Systemalis Mathematici, etc. (1611)
- Cyclometria e Lunulis reciproce demonstrata, etc. (1612)
- Disputatio de Eclipsibus (1616)
- Astronomia Danica, etc. (1622)
- Disputationes quatuor Astrologicae (1622)
- Pentas Problematum Philosophae (1623)
- De Chronoiabio Historico, seu de Tempore Dispulatsones tres (1627)
- Geometriae quaesita XIII. de Cyclometria rabionali et vera (1631)
- Inventio Quadraturae Circuli (1634)
- Disputatio de Matheseos Indole (1636)
- Coronis Problematica ex Mysteriis trium Numerorum (1637)
- Problemata duo Goemetrica (1638)
- Problema contra Paulum Guidinum de Circuli Mensura (1638)
- Introductio in Theatrum Astronomicum (1639)
- Rotundi in Piano, etc. (1644)
- Admiranda Operatio trium Numerorum 6, 7, 8, etc. (1645)
- Caput tertium Libri primi de absoluta Mensura Rotundi plani, etc. (1646)

## Fodnoter
1. ↑  Se immatrikulation af Christen Sørensen/Severin i Rostock Matrikelportal; Se også forfremmelse til magister af Christen Sørensen/Severin